# Винокуров-Чагилган Ілля Дорофійович
Ілля́ Дорофі́йович Виноку́ров-Чагилга́н (псевдонім якут. Чаҕылҕан; *31 липня 1914 — †9 вересня 1952) — якутський поет.

## З життєпису
Переклав якутською мовою вірші Тараса Шевченка: «У всякого своя доля», «Заповіт» (обидва 1939) і «Огні горять, музика грає» (1951) вміщені в періодиці.
Переклади поем «Сон», «Кавказ», «Петрусь» та вірша «Хоча лежачого не б'ють» надруковано в якутському альманасі «Художня література» (Книга 2, Якутськ, 1939).
Майже всі ці переклади передруковано у збірнику «Вибране Шевченка» (Якутськ, 1951). Вступ до балади «Причинна» — «Реве та стогне Дніпр широкий» разом з іншими перекладами творів Шевченка передруковано й у збірнику «Письменники України» (Якутськ, 1954).